# Dirka po Sloveniji 2014
Dirka po Sloveniji 2014 je bila 21. izvedba Dirke po Sloveniji. To je bila etapna dirka UCI Europe Tour (2.1), ki je potekala od 19. do 22. junija 2014, v skupni dolžini 514,5 kilometrov.
Dirko je zmagal je Tiago Machado (POR), drugi Ilnur Zakarin (RUS) in tretji Matteo Rabottini (ITA). 
Nosilci preostalih majic so bili: Michael Matthews najboljši po točkah (rdeča), Klemen Štimulak na gorskih ciljih (modra), Simon Yates je bil najboljši mladi kolesar (bela) in ekipno Bardiani–CSF.
Prvič v zgodovini dirke so predstavili rdečo majico in sicer za razvrstitev po točkah, ki je dotedaj zamenjala že veliko barv (v preteklosti bela, zelena in nazadnje modra). Gorski cilji so prevzeli modro barvo in obe razvrstitvi še danes uporabljata to barvo.

## Ekipe
Dirko je začelo 139 kolesarjev iz 18 ekip, od tega jo je končalo 126 kolesarjev.

### WorldTour
- Lampre-Merida
- Team Katusha
- Orica–GreenEDGE
- Neri Sottoli
- Cannondale

### Profesionalne
- Androni Giocattoli–Venezuela
- Bardiani–CSF
- Colombia
- Topsport Vlaanderen–Baloise
- RusVelo
- NetApp–Endura

### Continental
- Adria Mobil
- Radenska
- Meridiana–Kamen
- Synergy Baku
- Area Zero Pro Team
- Vini Fantini-Nippo

### Državna reprezentanca
- Slovenija

## Trasa in etape
| Etapa  | Datum     | Trasa                          | Dolžina  | Disciplina | Disciplina      | Zmagovalec                 |
| ------ | --------- | ------------------------------ | -------- | ---------- | --------------- | -------------------------- |
| 1      | 19. junij | Ljubljana – Ljubljana          | 8,8 km   |            | kronometer      | Michael Matthews           |
| 2      | 20. junij | Ribnica – Kočevje              | 160,7 km |            | hribovska       | Sonny Colbrelli            |
| 3      | 21. junij | Rogaška Slatina - Trije kralji | 192 km   |            | gorska etapa    | Francesco Manuel Bongiorno |
| 4      | 22. junij | Škofja Loka – Novo mesto       | 153 km   |            | ravninska etapa | Elia Viviani               |
| Skupaj | Skupaj    | 514,5 km                       | 514,5 km | 514,5 km   | 514,5 km        | 514,5 km                   |

## Razvrstitev vodilnih
| Etapa          | Zmagovalec                 | Skupno           | Po točkah        | Gorski cilji           | Mladi kolesarji | Ekipno          |
| -------------- | -------------------------- | ---------------- | ---------------- | ---------------------- | --------------- | --------------- |
| 1              | Michael Matthews           | Michael Matthews | Michael Matthews | brez podelitve         | Simon Yates     | Orica–GreenEDGE |
| 2              | Sonny Colbrelli            | Michael Matthews | Michael Matthews | Davide Villella        | Simon Yates     | NetApp–Endura   |
| 3              | Francesco Manuel Bongiorno | Tiago Machado    | Michael Matthews | Francesco M. Bongiorno | Simon Yates     | Bardiani–CSF    |
| 4              | Elia Viviani               | Tiago Machado    | Michael Matthews | Klemen Štimulak        | Simon Yates     | Bardiani–CSF    |
| Končni nosilci | Končni nosilci             | Tiago Machado    | Michael Matthews | Klemen Štimulak        | Simon Yates     | Bardiani–CSF    |

## Končna razvrstitev
| Legenda | Legenda                      | Legenda | Legenda                          |
| ------- | ---------------------------- | ------- | -------------------------------- |
|         | Zmagovalec skupnega seštevka |         | Zmagovalec gorskih ciljev        |
|         | Zmagovalec po točkah         |         | Zmagovalec med mladimi kolesarji |

### Skupno
| Uvr. | Kolesar                    | Ekipa                       | Čas         |
| ---- | -------------------------- | --------------------------- | ----------- |
| 1.   | Tiago Machado              | NetApp–Endura               | 12h 44' 58" |
| 2.   | Ilnur Zakarin              | RusVelo                     | + 23"       |
| 3.   | Matteo Rabottini           | Neri Sottoli                | + 33"       |
| 4.   | Kristijan Koren            | Cannondale                  | + 35"       |
| 5.   | Francesco Manuel Bongiorno | Bardiani–CSF                | + 37"       |
| 6.   | Damiano Caruso             | Cannondale                  | + 52"       |
| 7.   | Simon Yates                | Orica–GreenEDGE             | + 55"       |
| 8.   | Eliot Lietaer              | Topsport Vlaanderen–Baloise | + 1' 10"    |
| 9.   | Jure Golčer                | Slovenia (national team)    | + 1' 27"    |
| 10.  | Artjom Ovečkin             | RusVelo                     | + 1' 37"    |

### Po točkah
| Uvr. | Kolesar                    | Ekipa           | Točke |
| ---- | -------------------------- | --------------- | ----- |
| 1.   | Michael Matthews           | Orica–GreenEDGE | 61    |
| 2.   | Tiago Machado              | NetApp–Endura   | 34    |
| 3.   | Damiano Caruso             | Cannondale      | 34    |
| 4.   | Andrea Fedi                | Neri Sottoli    | 34    |
| 5.   | Kristijan Koren            | Cannondale      | 32    |
| 6.   | Elia Viviani               | Cannondale      | 25    |
| 7.   | Sonny Colbrelli            | Bardiani–CSF    | 25    |
| 8.   | Francesco Manuel Bongiorno | Bardiani–CSF    | 25    |
| 9.   | Matteo Rabottini           | Neri Sottoli    | 22    |
| 10.  | Pavel Kočetkov             | Team Katusha    | 21    |

### Gorski cilji
| Uvr. | Kolesar                    | Ekipa                        | Točke |
| ---- | -------------------------- | ---------------------------- | ----- |
| 1    | Klemen Štimulak            | Adria Mobil                  | 18    |
| 2    | Francesco Manuel Bongiorno | Bardiani–CSF                 | 12    |
| 3    | Tiago Machado              | NetApp–Endura                | 12    |
| 4    | Ilnur Zakarin              | RusVelo                      | 12    |
| 5    | Robinson Chalapud          | Colombia                     | 8     |
| 6    | Alessandro Malaguti        | Vini Fantini-Nippo           | 6     |
| 7    | Pavel Brutt                | Team Katusha                 | 4     |
| 8    | Matteo Rabottini           | Neri Sottoli                 | 4     |
| 9    | Emanuele Sella             | Androni Giocattoli–Venezuela | 3     |
| 10   | Primož Roglič              | Adria Mobil                  | 2     |

### Mladi kolesarji
| Uvr. | Kolesar             | Ekipa                    | Čas         |
| ---- | ------------------- | ------------------------ | ----------- |
| 1.   | Simon Yates         | Orica–GreenEDGE          | 12h 45' 53" |
| 2.   | Simone Petilli      | Area Zero Pro Team       | + 2' 42"    |
| 3.   | Jan Polanc          | Lampre-Merida            | + 10' 05"   |
| 4.   | Luka Pibernik       | Radenska                 | + 11' 00"   |
| 5.   | Domen Novak         | Adria Mobil              | + 11' 16"   |
| 6.   | Luka Kovačič        | Slovenia (national team) | + 21' 51"   |
| 7.   | Matej Mohorič       | Cannondale               | + 24' 15"   |
| 8.   | Kim Anton Magnusson | Vini Fantini-Nippo       | + 24' 19"   |
| 9.   | Stefano Tonin       | Area Zero Pro Team       | + 25' 18"   |
| 10.  | Marco Tecchio       | Area Zero Pro Team       | + 25' 21"   |

### Ekipno
| Uvr. | Ekipa                        | Čas         |
| ---- | ---------------------------- | ----------- |
| 1.   | Bardiani–CSF                 | 38h 18' 09" |
| 2.   | RusVelo                      | + 1' 45"    |
| 3.   | NetApp–Endura                | + 3' 44"    |
| 4.   | Neri Sottoli                 | + 7' 46"    |
| 5.   | Cannondale                   | + 8' 40"    |
| 6.   | Lampre-Merida                | + 15' 37"   |
| 7.   | Adria Mobil                  | + 18' 50"   |
| 8.   | Topsport Vlaanderen–Baloise  | + 19' 36"   |
| 9.   | Androni Giocattoli–Venezuela | + 25' 01"   |
| 10.  | Colombia                     | + 27' 17"   |